# Sergej Ivanov (maler)
 Der er flere personer med dette navn, se Sergej Ivanov.
Sergej Vasiljevitj Ivanov (russisk: Сергей Васильевич Иванов; født 1864 i Rusa, Russkij distrikt, Moskva oblast, død 1910 i Dmitrovskij distrikt, Moskva oblast) var en russisk genre- og historiemaler kendt for sin socialrealisme.

## Biografi
Sergej Ivanov blev født som søn af en skatteopkræver i toldvæsnet. Han udviste er tidligt talent for kunst, men faderen modsatte sig, at han udviklede en karriere som kunstner, da det ikke ville være en sikker indtægt, så Sergej blev i en alder af 11 år indskrevet på Konstantinov Landmålerskole. Landmålerskolen interesserede ikke Sergej, så en af familiens venner overtalte faderen til at sende Sergej til Moskvas kunstakademi for maleri, skulptur og arkitektur. Med en anbefaling fra Vasilij Perov blev Sergej Ivanov optaget på akademiet, hvor han modtog undervisning fra 1878 og studerede sammen med Illarion Prjanisjnikov (russisk: Илларион Михайлович Прянишников) og Jevgraf Sorokin (russisk: Евграф Семенович Сорокин).
Han forlod akademiet i 1882 for i stedet at gå på Det Kejserlige Kunstakademi i Sankt Petersborg. Utilfredshed med Det Kejserlige Kunstakademis administration og økonomiske problemer fik ham imidlertid til at vende tilbage til akademiet i Moskva i 1884, hvorfra han dimitterede i 1885.
I forbindelse med afslutningen af sin tid på akademiet begyndte Sergej Ivanov at arbejde en serie malerier, der viste de russiske landbofamiliers udflytning fra det centrale Rusland til mere fjerntliggende og øde egne, oftest i Sibirien. Udflytningerne var en følge af ophævelsen af det russiske livegenskab i 1861 og de efterfølgende efterfølgende reformer under premierminister Stolypin (russisk: Пётр Аркадьевич Столыпин), der tilskyndede russiske bønder at tage til de mere øde dele af Det Russiske Kejserrige. Udflytningerne til de øde egne var ofte anstrengende og mange døde under bestræbelserne. Fra 1885 til 1889 rejste Ivanov rundt i provinserne Samara, Saratov, Astrakhan og Orenburg, hvor han dokumenterede migranternes liv i de nye omgivelser. Senere fulgte en serie med straffefanger. I midten af 1890'erne begyndte han at fokusere på historiske scener.
Han blev i 1899 medlem af den russiske socialrealistiske kunstsammenslutning Vandremalerne, (Peredvisjniki), men var skuffet over sammenslutningens begejstring for "smukke scener". Han var i 1903 med til at stifte "Sammenslutningen af Russiske Kunstnere" (Союз русских художников). Han blev i 1905 optaget som medlem af Det Kejserlige Akademi. Senere på året under Den Russiske Revolution i 1905 tegnede han adskillige skitser, mens han hjalp de sårede.
Han underviste fra 1903 til 1910 på Akademiet i Moskva. Han var endvidere kendt som illustrator og fremstillede flere tegninger til værker af bl.a. Gogol, Lermontov og Pusjkin. Han døde af hjertestop i 1910 i sin datja nær floden Jakhroma lidt nord for Moskva.

## Udvalgte værker
- Kvindelig migrant (1886)
- På vejen. En migrants død (1889)
- Rådet i Uvetitji
- Streltsy
- Vagterne ved Moskvas grænser
- Zemsky Sobor
- Skydning (1905)